# Anii 1730
Anii 1730 au fost un deceniu care a început la 1 ianuarie 1730 și s-a încheiat la 31 decembrie 1739.